# Michaël R. Roskam
Michaël R. Roskam (de son vrai nom Michaël Reynders), né le 9 octobre 1972 à Saint-Trond, est un réalisateur et scénariste belge. Sa carrière internationale a été lancée en 2012 avec une nomination à l'Oscar du meilleur film en langue étrangère pour le film Bullhead.

## Biographie
Après avoir obtenu son diplôme d’enseignement secondaire, il s’inscrit à l’École supérieure des arts Saint-Luc à Bruxelles. La volonté de raconter des histoires lui fait suivre l'exemple de Hergé. Il choisit la bande dessinée puisqu'il croyait que les films se font uniquement à Hollywood. Il apprend vite que l'art de narrer est peu présent dans une formation graphique, mais profite de l’environnement artistique pour se réorienter vers la peinture (Gerhard Richter, Francis Bacon e.a). et commence un projet de roman.
En 1996, Reynders obtient son diplôme en graphisme et continue à écrire. Il gagne sa vie en rédigeant un manuel informatique pour une entreprise médicale, écrit pour le quotidien De Morgen sur la Formule 1 et devient concepteur-rédacteur chez Saatchi and Saatchi. Il s’investit entre-temps dans la fiction et expérimente avec la vidéo jusqu’à ce qu’un ami cinéaste l'encourage de tenter la pellicule. Ief Desseyn lui explique les techniques cinématographiques (aspect ratio, étalonnage…) et propose de prendre en charge la production d’un premier court métrage. « Faire des films est la meilleure chose qui m’est arrivé. [...] Je raconte d’une façon très visuelle puisque je suis très conscient du cadrage, de la composition, de la couleur et de la lumière. Avec le cinéma, j’ai découvert ce qui me manquait : le mouvement, le montage et la vitesse ». Le cinéma lui permet d’écrire, de raconter des histoires, de dessiner, de travailler l'image et la musique en groupe : « Faire un film c’est comme passer dans tous les arts du monde et être réalisateur, c’est se transformer en homme universel »." Pour marquer ce changement dans sa vie, Reynders adopte le nom d'artiste Michaël R. Roskam (Roskam est le nom de naissance de sa mère et le « R » se réfère au nom du père.
Roskam réalise deux courts métrages avec le directeur de la photographie Lieven Van Baelen : Haun (2002) et Carlo (2004) dont le deuxième est plus développé au niveau du scénario. Une seule chose à faire (2005) continue à explorer le milieu violent du crime avec une première collaboration avec l'acteur Matthias Schoenaerts. En septembre 2005, le réalisateur est admis au Script Development Workshop au Binger Filmlab d'Amsterdam. L’idée de son premier long métrage est développé pendant cet atelier d’écriture, mais le scénario doit mûrir encore quelques années. Entre-temps, Roskam voulait tourner encore un court métrage. L’ensemble de l’équipe était prêt, mais le tournage est reporté à la suite du décès soudain de son tuteur Ief Desseyn. Today’s Friday (2007) est tourné à Los Angeles en novembre 2007. Contrairement aux premiers courts-métrages, ce film n'a pas connu un succès international. Roskam continue à peaufiner le scénario de son long métrage et gagne sa vie entre-temps comme réalisateur de publicités pour la radio. Bien qu’il n’ait pas encore réalisé de long métrage, il commence déjà à enseigner la réalisation à Saint-Luc de Bruxelles.

## Filmographie

### Scénariste et réalisateur

#### Courts métrages
- 2002 : Haun
- 2004 : Carlo
- 2005 : Une seule chose à faire (The One Thing To Do)
- 2007 : Today’s Friday

#### Longs métrages
- 2011 : Bullhead (Rundskop)
- 2014 : Quand vient la nuit (The Drop)
- 2017 : Le Fidèle

### Télévision
- 2022 : Blackbird[5] (série télévisée) - saison 1 (épisodes 1 à 3)

## Distinctions
- 2011 : Prix du meilleur premier film à FanTasia pour Tête de bœuf (Rundskop) ;
- 2011 : Prix du jury et du public au festival international du film policier de Beaune Tête de bœuf ;
- 2011 : Propeler Motovuna au Festival du film de Motovun pour Tête de bœuf ;
- 2011 : Meilleur film aux Prix du film flamand pour Tête de bœuf ;
- 2011 : Prix André-Cavens de l’Union de la critique de cinéma (UCC) pour le meilleur film belge
- 2011 : Festival international des jeunes réalisateurs de Saint-Jean-de-Luz : prix du meilleur réalisateur pour Bullhead
- 2012 : Magritte du cinéma du meilleur scénario et du meilleur film flamand en coproduction pour Tête de bœuf.